# Marta Grau
Pour les articles homonymes, voir Grau (homonymie).
Marta Grau Garrigós née le 28 janvier 1995, est une joueuse espagnole de hockey sur gazon. Elle évolue au Júnior FC et avec l'équipe nationale espagnole.

## Carrière
Elle a fait ses débuts en janvier 2017 à Valence lors d'un quadruple match amical contre l'Écosse.